# Xã Crooked Creek, Quận Cumberland, Illinois
Xã Crooked Creek (tiếng Anh: Crooked Creek Township) là một xã thuộc quận Cumberland, tiểu bang Illinois, Hoa Kỳ. Năm 2010, dân số của xã này là 422 người.